# Schleich (azienda)
Schleich è un'azienda tedesca produttrice di statuette giocattolo dipinte a mano e accessori.
La società ha sede a Schwäbisch Gmünd nel land del Baden-Württemberg e nel 2022 ha venduto un totale di circa 35 milioni di statuette, la metà delle quali all'estero in oltre 60 paesi.

## Storia
Nel 1935 Friedrich Schleich (1900–1978) fondò a Stoccarda la Schleich come fornitore di componenti in plastica. Negli anni '50 l'azienda divenne nota come Schleich Figuren e per la prima volta produsse statuette pieghevoli in plastica, mentre negli anni '60 l'azienda si concentrò sulla produzione di statuette giocattolo su licenza, come Snoopy, l'Ape Maia, Topolino e i Puffi.
Nel 1977 Friedrich Schleich vendette l'azienda e negli anni '80 la Schleich spostò la sua attenzione sulla produzione di statuette di animali più dettagliate e realistiche e dei personaggi dei Muppet.
Nel 2006 la società di investimenti britannica HgCapital investì 165 milioni di euro per acquistare l'80% delle azioni della società. Nel 2014 la società di investimenti francese Ardian ha acquisito Schleich per un prezzo di 220 milioni di euro e, dopo la ristrutturazione dell'azienda nel 2015, le vendite annuali dell'azienda anche grazie all'espansione all'estero.

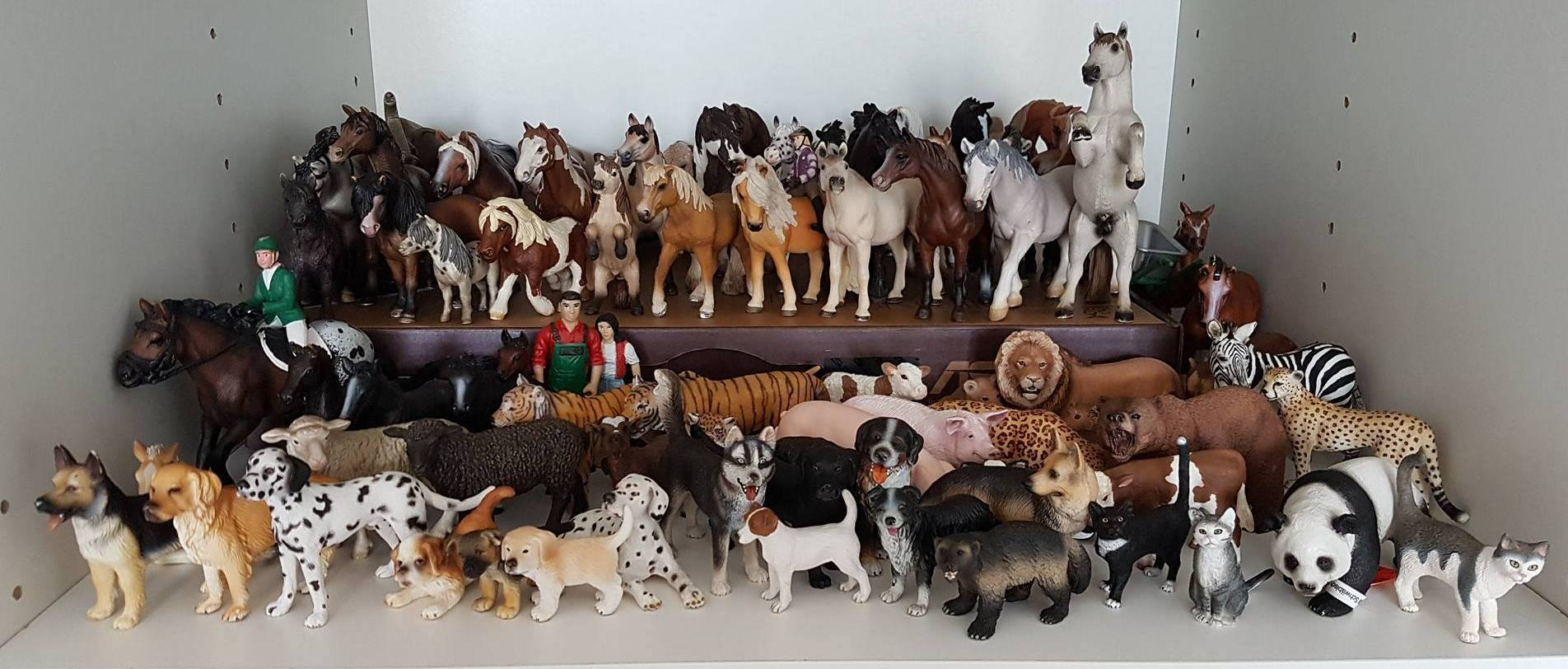
Alcuni animali Schleich

Nel 2016, per entrare nel mercato americano, Schleich ha acquisito le licenze per produrre i Peanuts e gli eroi della Justice League come Superman e Batman. Dal 2019 la società appartiene al gruppo svizzero Partners Group.
Nel 2023, Schleich ha introdotto le statuette per la serie di libri e film di Harry Potter.

## Produzione e materiali
I giocattoli Schleich sono realizzati con diversi materiali plastici, come il polivinilcloruro, per cui i prodotti sono resistenti ai morsi, ai graffi e alla saliva. La progettazione dei prodotti e la realizzazione degli utensili avviene nella sede centrale tedesca mentre la produzione avviene anche avvalendosi di stabilimenti produttivi all'estero.
Quando si realizza una statuetta, prima si realizza un modello digitale al computer, per poi realizzare un prototipo in resina. Da questo viene realizzato uno stampo per la macchina per stampaggio a iniezione. Le statuette vengono poi fuse e dipinte a mano in varie località come Cina, Germania, Spagna, Portogallo, Tunisia, Bosnia e Romania.

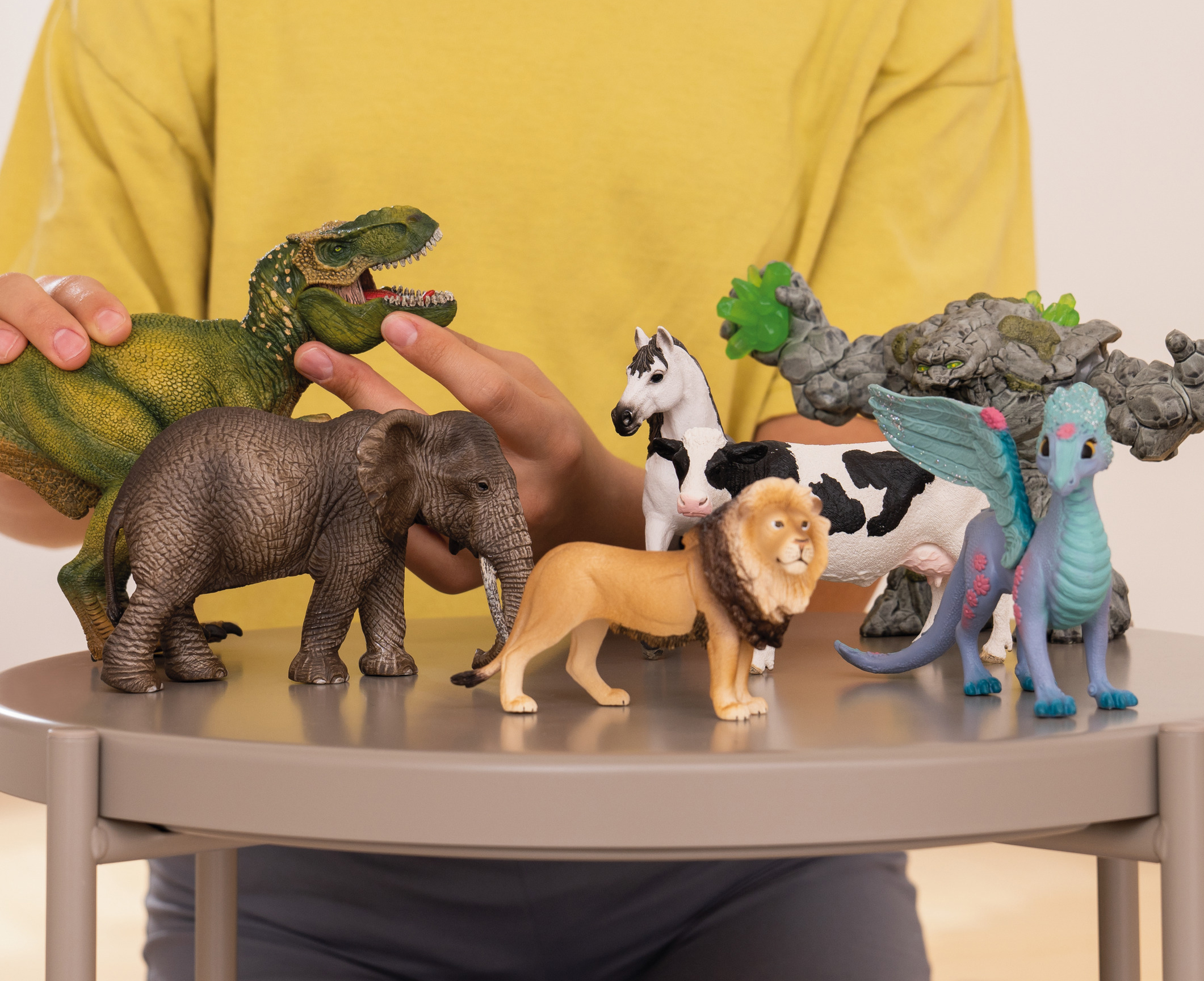
Statuette Schleich di vari mondi

Tutti i prodotti e gli imballaggi Schleich vengono ottimizzati e certificati secondo i principi dell'economia circolare dalla culla alla culla. Inoltre, dal 2023 i consumatori possono restituire le loro statuette Schleich al produttore per il riciclaggio.

### I mondi Schleich
I giocattoli Schleich vengono divisi in otto mondi:
- "Wild Life" raccoglie tutti gli animali selvatici che Schleich si impegna a riprodurre in maniera realistica;
- "Farm World" ospita gli animali della fattoria con eventuali strumenti per l'allevamento di essi;
- "Dinosaurus" raccoglie dinosauri di tutte le epoche ed altri animali del passato;
- "Eldrador" raccoglie creature fantastiche come draghi ed altre tipologie di mostri;
- "Bayala" raccoglie personaggi del mondo delle fiabe come unicorni, fate, sirene ed altre creature magiche;
- "I Puffi" raccoglie tutti i personaggi del mondo dei Puffi;
- "Harry Potter" ospita tutti i personaggi dei libri e dei film della saga omonima scritta da J. K. Rowling;
- "Horse Club" raccoglie molte razze di cavalli, i loro allevatori, gli strumenti per allegarli e vari accessori.